# Babysitter Wanted
Babysitter Wanted  (br: Procura-se uma Babá) é um filme de terror americano lançado em 2008. dirigido por Jonas Barnes e Michael Manasseri sendo escrito por Jonas Barnes.

## Sinopse
A adolescente religiosa Angie Albright se muda para uma pequena cidade para estudar História da Arte na faculdade. Ela encontra um companheiro de quarto estranho e faz amizade com o aluno e ex-coroinha Rick. Angie decide ser babá para arrecadar dinheiro para comprar uma cama e ela encontra um anúncio para trabalhar no distante Stanton Farm no campo. Ela é bem-vinda por Jim Stanton e sua esposa Violeta que está procurando uma babá para seu filho Sam e fazem arranjos para sexta à noite. Enquanto isso, Angie tem a sensação de que alguém está perseguindo ela e ela vai até a delegacia de polícia e relatórios ao Chefe Dinneli. Na sexta-feira à noite, carro quebra de Angie e Rick lhe dá uma carona para Angie para ir para a fazenda. Quando ela está sozinha com Sam, um estranho quebra na quinta e Angie salva Sam do homem. Logo ela descobre que ela está na casa do mal e nada é como pensava que seria.

## Elenco
- Tina Houts … Rebecca Miller
- Sarah Thompson … Angie Albright
- Nana Visitor … Linda Albright
- Jillian Schmitz … Erica
- Matt Dallas … Rick
- Linda Neal … Mãe de Rebecca
- Monty Bane … Father Nicoletta
- Douglas Rowe … Professor
- Bruce Thomas … Jim Stanton
- Kristen Dalton … Violet Stanton
- Kai Caster … Sam Stanton
- Brett Claywell … Hal
- Bill Moseley … Chefe Dinelli
- Jeff Markey … Delegado Connor
- Cristie Schoen … Dazed Girl
- Scott Spiegel … Dr. Spiegel
- Miriam Gonzalez … Enfermeira